# Johann Christian aus dem Winckel
Johann Christian aus dem Winckel (* 20. Oktober 1709; † 27. Mai 1772 in Köthen (Anhalt)) war ein Landeshauptmann von Anhalt-Köthen.

## Leben
Er stammte aus dem Adelsgeschlecht aus dem Winckel und war der Sohn von Friedrich Abraham aus dem Winckel. Er trat in den Dienst des Herzogs von Anhalt-Köthen, dessen Landeshauptmann er wurde. Er war Erb- und Gerichtsherr auf Schierau, Prirau, Großlissa, Möst und Kobershain und blieb unverheiratet, so dass sein umfangreicher Besitz nach dem Tod unter seinen Geschwistern aufgeteilt wurde.
Der zehn Jahre vor ihm verstorbene Hofgerichtsassessor Carl Gottlob aus dem Winckel war sein Bruder.
Er wurde am 31. Mai 1772 in Köthen beigesetzt und hinterließ keine männlichen Erben.